# The O'Jays
The O'Jays este o formație americană de R&B din Canton, Ohio, formată în 1958. În 2004 a fost inclusă în Vocal Group Hall of Fame, iar în 2005 a fost inclusă în The Rock and Roll Hall of Fame.

## Discografie

### Single-uri în top 20
Următoarele single-uri au ajuns în top 20 piese din Billboard Hot 100 sau UK Singles Chart.
- 1972: "Back Stabbers" (US #3; UK #14)
- 1973: "Love Train" (US #1: UK #9)
- 1973: "Put Your Hands Together" (US #10)
- 1974: "For the Love of Money" (US #9)
- 1975: "I Love Music" (US #5; UK# 13)
- 1976: "Livin' for the Weekend" (US #20)
- 1978: "Use ta Be My Girl" (US #4; UK #12)

### Albume în top 20
Următoarele albume au ajuns în top 20 albume pop din Billboard 200.
- 1972: Back Stabbers (US #10)
- 1973: Ship Ahoy (US #11)
- 1974: The O'Jays Live in London (US #17)
- 1975: Survival (US #11)
- 1975: Family Reunion (US #7)
- 1976: Message in the Music (US #20)
- 1979: So Full of Love (US #6)
- 1979: Identify Yourself (US #16)

### DVD-uri
- The O'Jays Live in Concert (2010)

## Legături externe
- Site web oficial
- The O'Jays at Facebook.com
- The O'Jays la AllMusic
- William Powell la Find a Grave